# Bắn súng tại Đại hội Thể thao Bán đảo Đông Nam Á 1973
Bắn súng tại Đại hội Thể thao Bán đảo Đông Nam Á năm 1973 diễn ra từ ngày 2 đến 7 tháng 9 năm 1973 tại câu lạc bộ bắn súng Mount Vernon, Singapore.
Có 22 nội dung bắn súng được đưa vào tranh tài tại kì đại hội này, đoàn thể thao Thái Lan với số huy chương vàng áp đảo là 14 tấm, trong khi đó, chủ nhà Singapore giành được 4 huy chương vàng.

## Tóm tắt kết quả

### Nam
| Nội dung                            | Vàng                                                          | Vàng           | Bạc                                                      | Bạc  | Đồng                 | Đồng |
| ----------------------------------- | ------------------------------------------------------------- | -------------- | -------------------------------------------------------- | ---- | -------------------- | ---- |
| Bắn đĩa bay cá nhân                 | Ally Ong                                                      | 135 pts        | Tang Kee Kong                                            | 131  | Pichit Busapawongsai | 122  |
| Bắn đĩa bay đồng đội                | Malaysia Ally Ong · Edmund Yong · Stanley Lim · Yap Pow Thong | 529            | Singapore Frank Oh · Tang Kee Kong · David Oh · Peter Ho | 505  | Thái Lan             | 461  |
|                                     |                                                               |                |                                                          |      |                      |      |
| Súng ngắn tự do                     | Sutham Aswanit                                                | 532 pts        | Hồ Minh Thu                                              | 519  | Wang Siew Meng       | 516  |
| Súng ngắn tự do đồng đội            | Thái Lan                                                      | 2067           | Việt Nam                                                 | 2027 | Malaysia             | 2006 |
|                                     |                                                               |                |                                                          |      |                      |      |
| Súng ngắn ổ quay                    | Viraj Visessiri                                               | 581 pts        | Loh Kok Heng                                             | 573  | Lương Hiền Dũng      | 570  |
| Súng ngắn ổ quay đồng đội           | Thái Lan                                                      | 2272 pts       | Việt Nam                                                 | 2253 | Singapore            | 2182 |
|                                     |                                                               |                |                                                          |      |                      |      |
| Súng ngắn hơi                       | Vinich Chareonsiri                                            | 379 pts        | Nguyễn Văn Xuân                                          | 374  | S. Thammavongsa      | 370  |
| Súng ngắn hơi đồng đội              | Thái Lan                                                      | 1464 pts       | Việt Nam                                                 | 1445 | Singapore            | 1411 |
|                                     |                                                               |                |                                                          |      |                      |      |
| Súng trường hơi                     | Kyaw Shein                                                    | 379 pts        | Paisarn Chamornmarn                                      | 375  | Lauw Peng Eng        | 362  |
| Súng trường hơi                     | Thái Lan                                                      | 1464 pts       | Miến Điện                                                | 1445 | Singapore            | 1411 |
|                                     |                                                               |                |                                                          |      |                      |      |
| Súng ngắn bắn nhanh                 | Viraj Visessiri                                               | 585 pts (rec)  | Loh Kok Heng                                             | 570  | Chan Koon Yau        | 566  |
| Súng ngắn bắn nhanh đồng đội        | Thái Lan                                                      | 2325 pts       | Singapore                                                | 2212 | Malaysia             | 2124 |
|                                     |                                                               |                |                                                          |      |                      |      |
| Súng trường bắn bia                 | Mok Hong Heen                                                 | 173 pts        | In Yao                                                   | 168  | Kyaw Shein           | 163  |
| Súng trường bắn bia đồng đội        | Singapore                                                     | 550 pts        | Miến Điện                                                | 515  | Cộng hòa Khmer       | 471  |
|                                     |                                                               |                |                                                          |      |                      |      |
| Súng trường quân dụng               | Din Hassan                                                    | 173 pts        | Kyaw Shein                                               | 168  | Bounmak Xongmixay    | 163  |
| Súng trường quân dụng đồng đội      | Singapore                                                     | 478 pts        | Miến Điện                                                | 419  | Lào                  | 345  |
|                                     |                                                               |                |                                                          |      |                      |      |
| Bắn đĩa bay                         | C. Pavit                                                      | 173 pts        | Tang Kee Kong                                            | 168  | Tunku Mahkota Johor  | 163  |
| Bắn đĩa bay đồng đội                | Thái Lan                                                      | 501 pts        | Singapore                                                | 483  | Malaysia             | 476  |
|                                     |                                                               |                |                                                          |      |                      |      |
| Súng trường tiêu chuẩn              | Chawalit Kamutchati                                           | 549 pts        | Kyaw Shein                                               | 547  | Loh Kok Heng         | 532  |
| Súng trường tiêu chuẩn đồng đội     | Miến Điện                                                     | 2175 pts (rec) | Thái Lan                                                 | 2170 | Singapore            | 2090 |
|                                     |                                                               |                |                                                          |      |                      |      |
| Súng trường cỡ nhỏ bắn nằm          | Chawalit Kamutchati                                           | 590 pts        | Kyaw Shein                                               | 586  | Daniel Perreau       | 581  |
| Súng trường cỡ nhỏ bắn nằm đồng đội | Thái Lan                                                      | 2344 pts       | Miến Điện                                                | 2333 | Malaysia             | 2302 |

## Bảng huy chương
| Hạng               | Đoàn               | Vàng | Bạc | Đồng | Tổng số |
| ------------------ | ------------------ | ---- | --- | ---- | ------- |
| 1                  | Thái Lan (THA)     | 14   | 2   | 2    | 18      |
| 2                  | Singapore (SIN)    | 4    | 7   | 7    | 18      |
| 3                  | Myanmar (MYA)      | 2    | 7   | 1    | 10      |
| 4                  | Malaysia (MAS)     | 2    | 0   | 7    | 9       |
| 5                  | Việt Nam (VNM)     | 0    | 5   | 1    | 6       |
| 6                  | Campuchia (KHM)    | 0    | 1   | 1    | 2       |
| 7                  | Lào (LAO)          | 0    | 0   | 3    | 3       |
| Tổng số (7 đơn vị) | Tổng số (7 đơn vị) | 22   | 22  | 22   | 66      |